# Ankum (Nedersaksen)
Ankum is een gemeente in de Duitse deelstaat Nedersaksen. De gemeente maakt deel uit van de Samtgemeinde Bersenbrück in het Landkreis Osnabrück. Ankum telt 7.703 inwoners.

## Delen van de gemeente
De gemeente Ankum bestaat uit de sinds 1972 samengevoegde plaatsen:
- Ankum
- Aslage
- Brickwedde/Stockum
- Druchhorn
- Rüssel
- Holsten
- Tütingen
- Westerholte

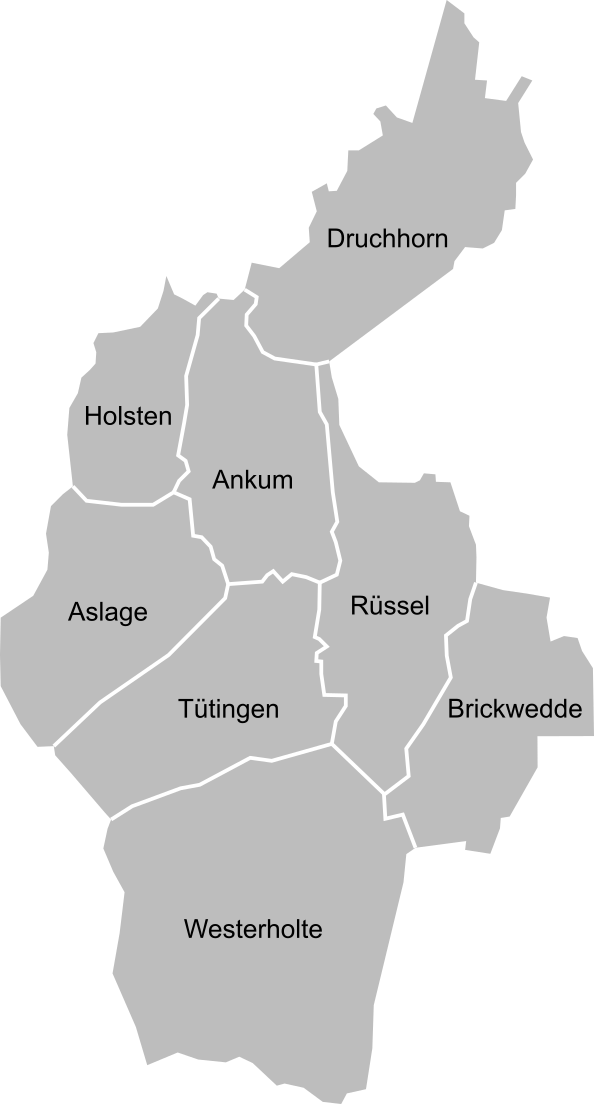
Ligging der Ortsteile van Ankum

## Geschiedenis
Op de plaats waar Ankum ligt, is een grafveld uit de Bronstijd ontdekt. Een nauwkeurige datering hiervan is nog niet mogelijk gebleken.
Ankum ontstond rondom de nu als Artländer Dom bekend staande St.-Nicolaaskerk. Het was tot de 14e eeuw in ontwikkeling en zou waarschijnlijk tot een stad uitgegroeid zijn, als de bisschop in 1335 niet gekozen had voor een nederzetting te Fürstenau. Daarna bleef Ankum een katholiek dorp. In de 18e eeuw was er nog enige textielnijverheid; Ankum was een regionale marktplaats voor textielproducten.

## Bezienswaardigheden
In Ankum liggen meerdere megalieten waarvan Giersfeld deel uitmaakt van de Straße der Megalithkultur. Er liggen in Noord-Duitsland maar op weinig plekken zoveel megalieten bij elkaar als op deze plek.

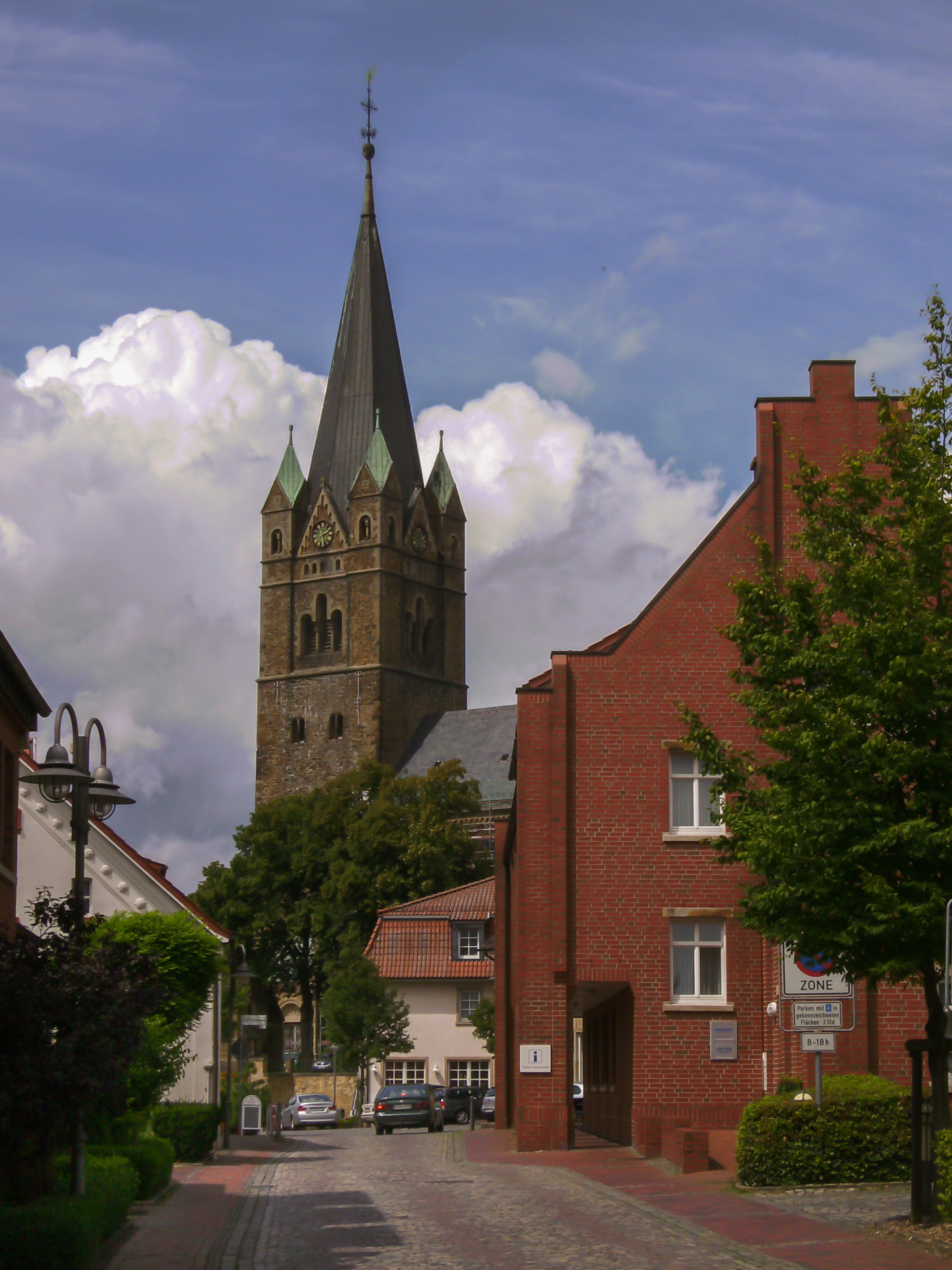
Ankum, Artländer Dom
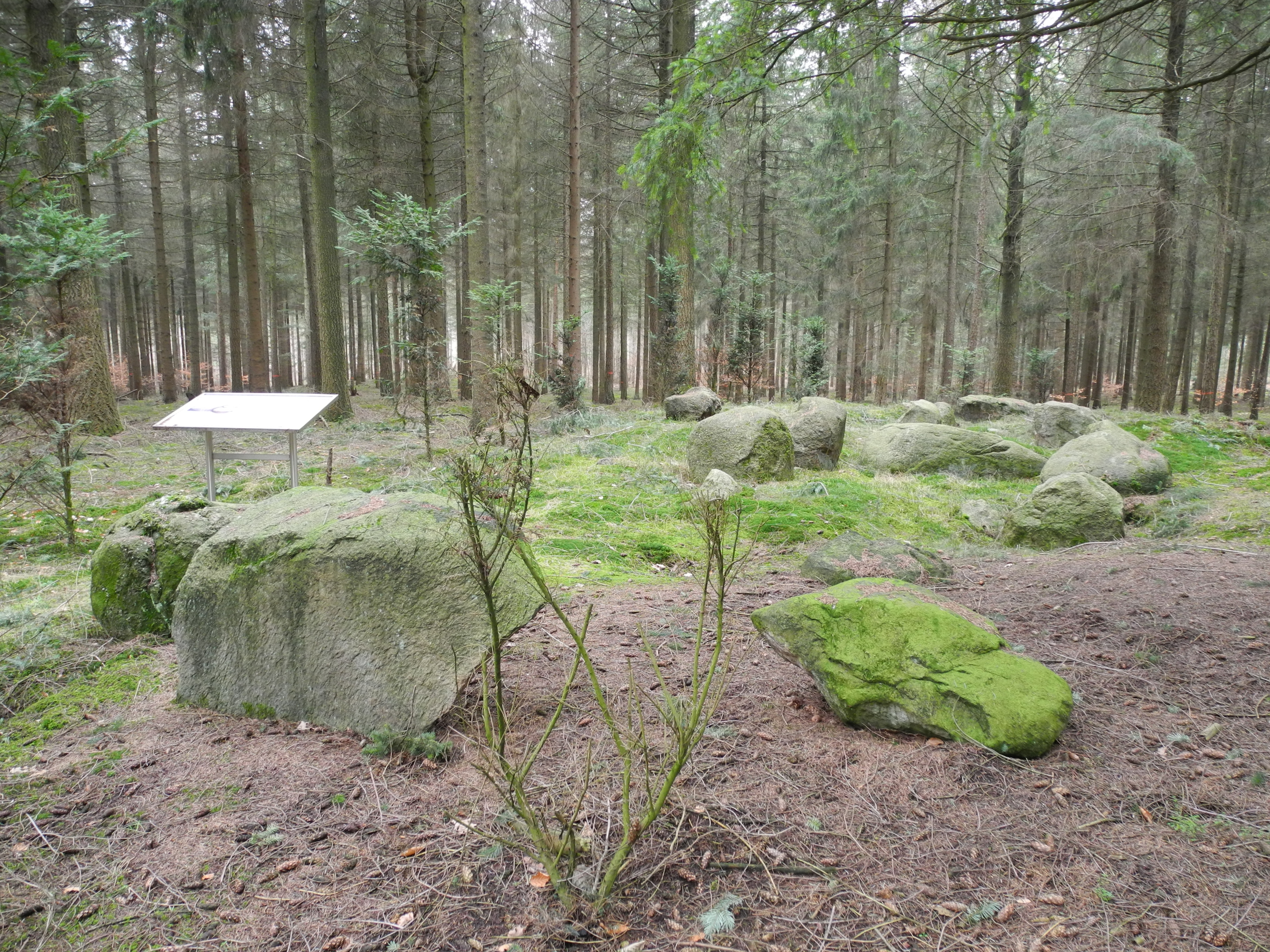
Reinecke
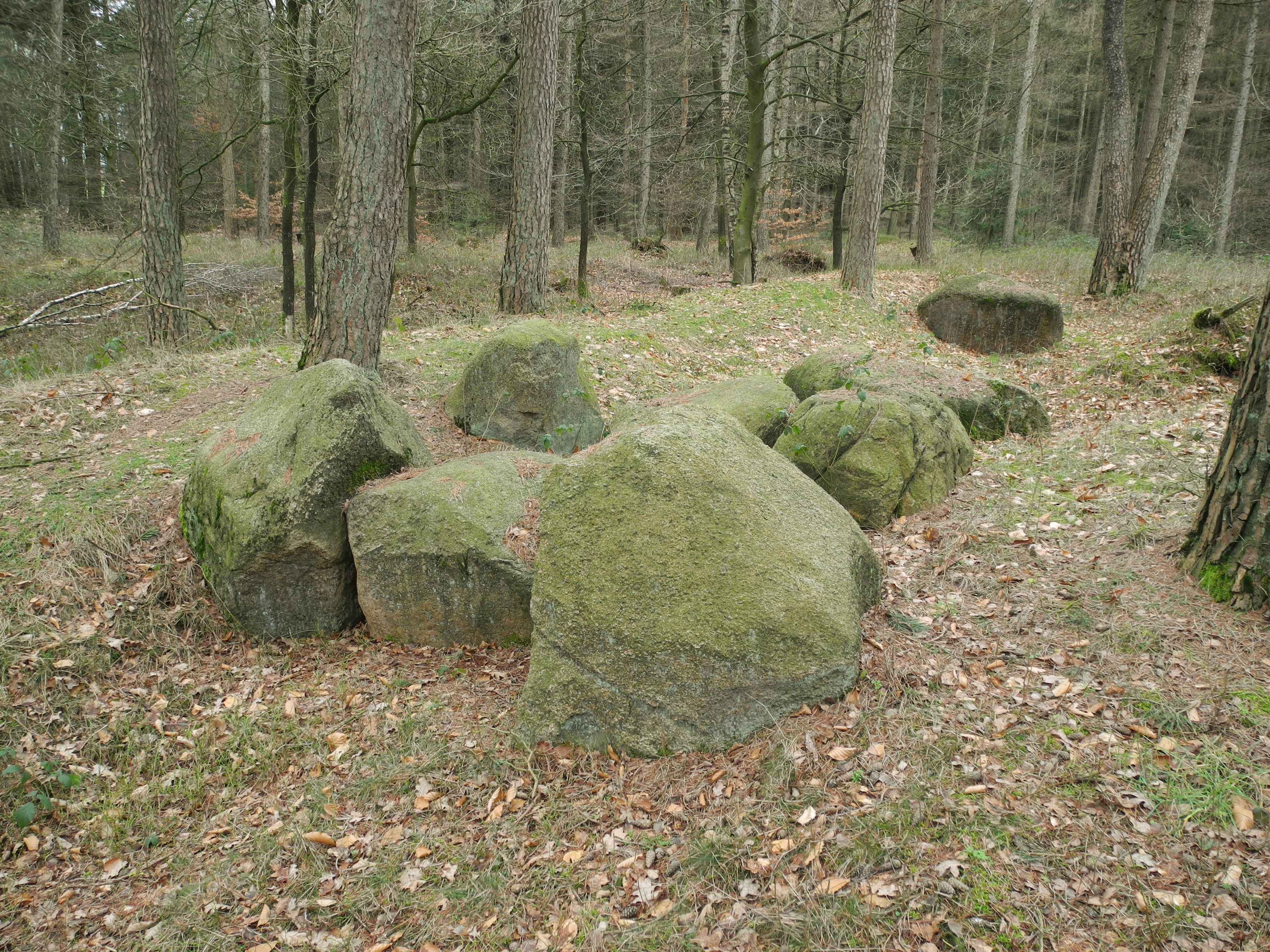
Meyer
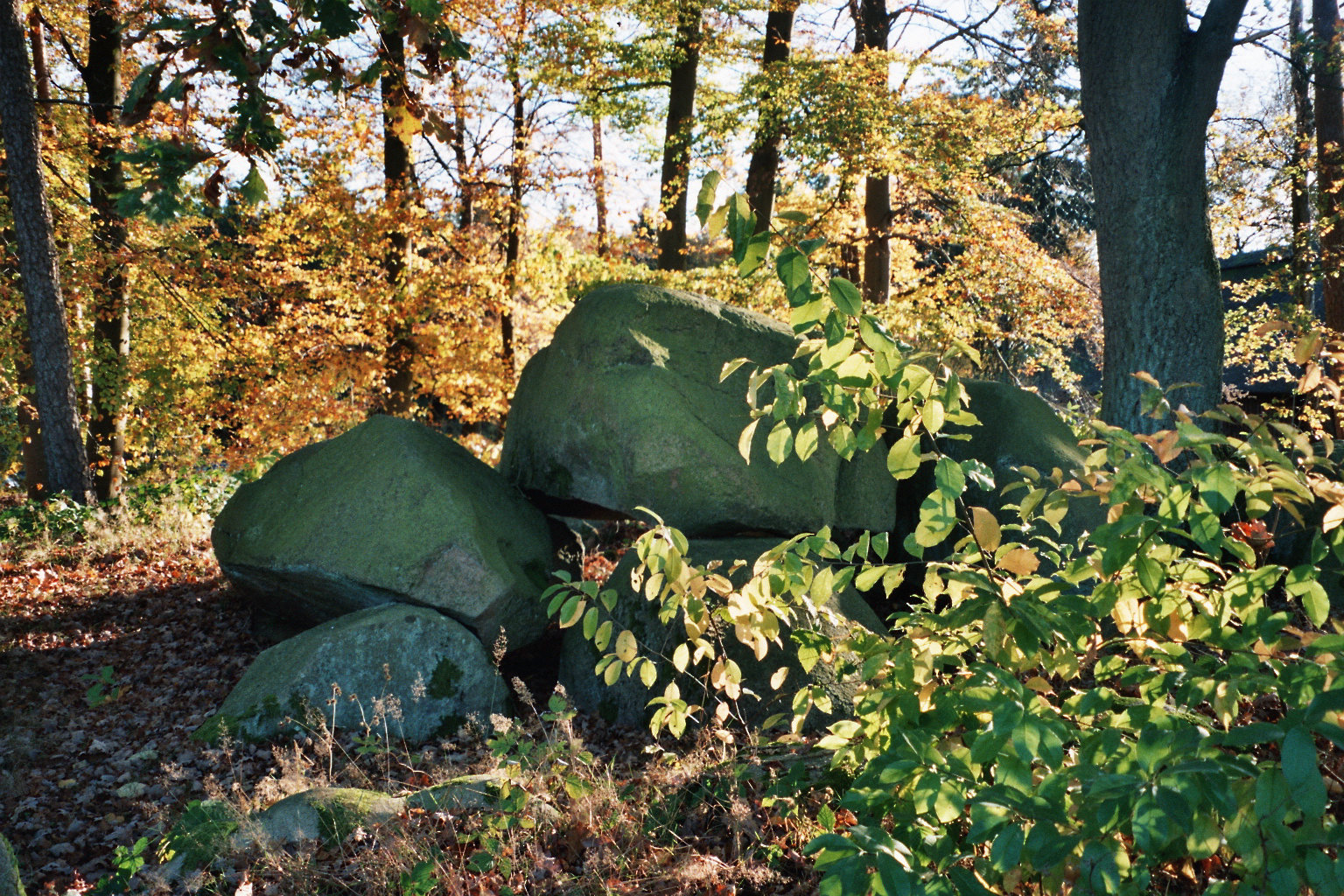
Grumfeld West
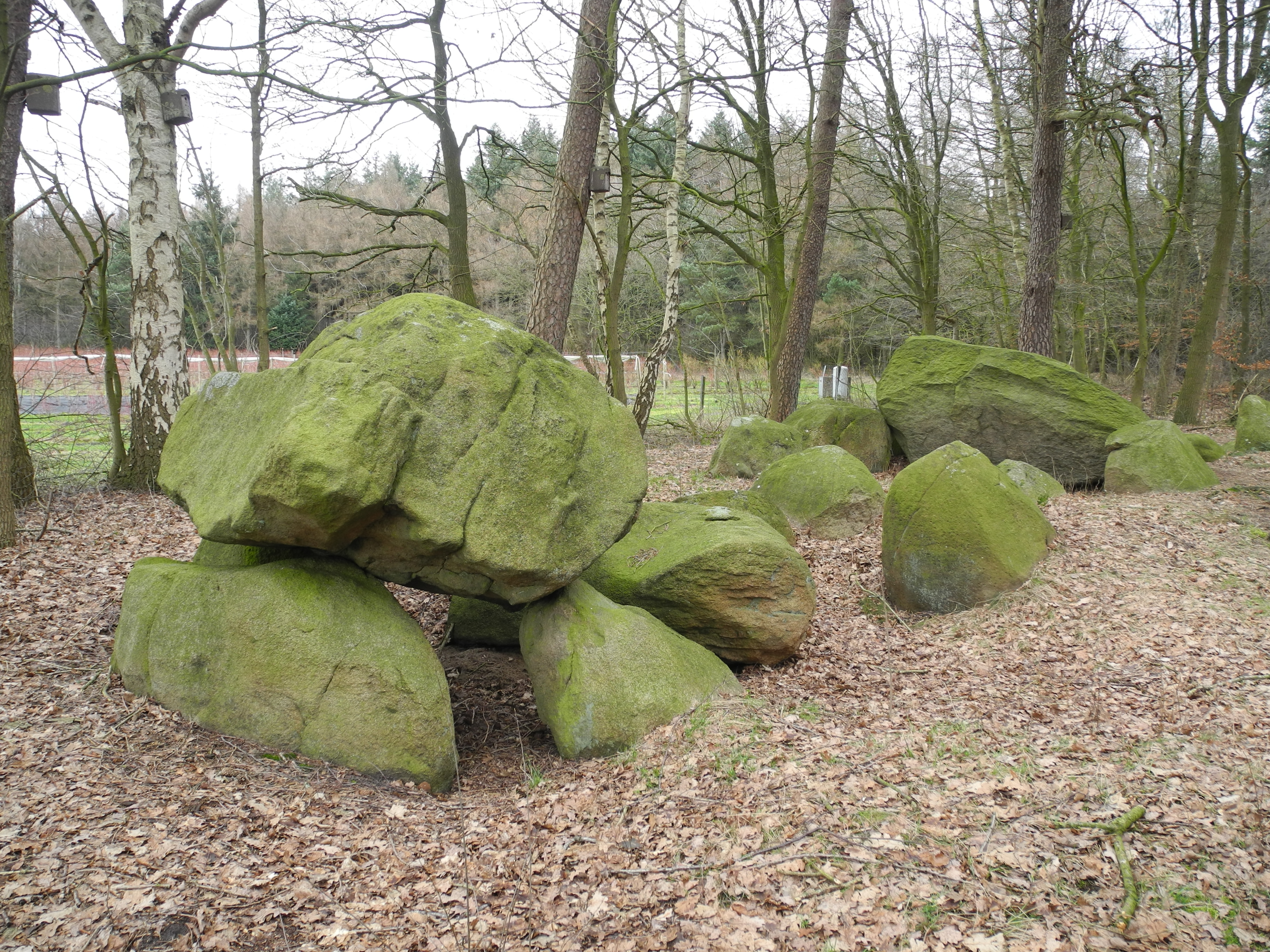
Rickelmann I
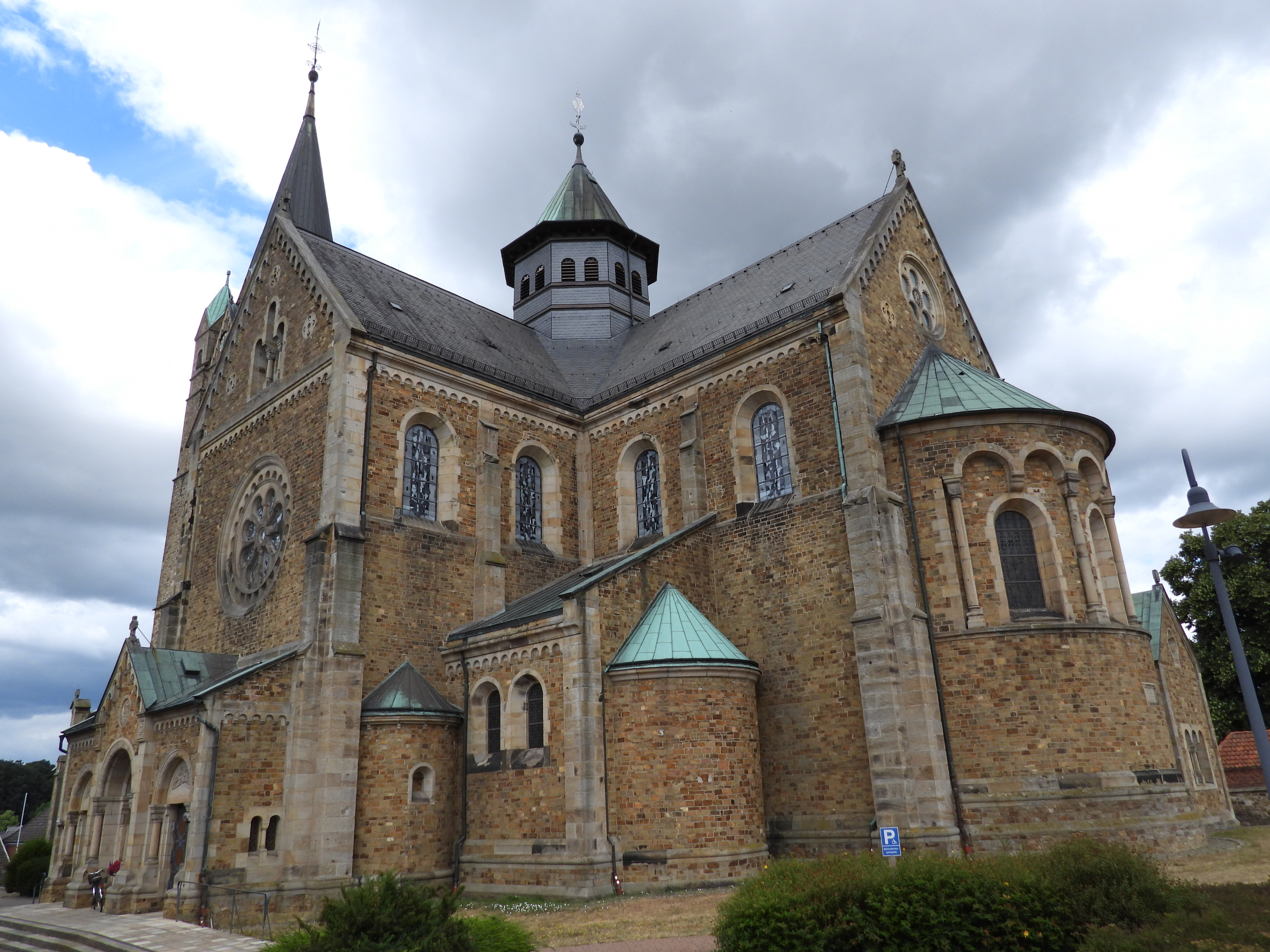
Ankum, Artländer Dom, St Nicolaas

Zie verder onder Samtgemeinde Bersenbrück.
- Gemeinsame Normdatei: 4112529-0
- Library of Congress Control Number: n93041728
- MusicBrainz: 4e4e7e67-56ad-44db-8390-4e4ad380ce91
- Nationale Bibliotheek van Israël: 987007531077005171
- Virtual International Authority File: 159593663
- WorldCat: E39PBJfWYTyvyFvpwjK7vpJYyd

Alfhausen · 
Ankum · 
Bad Essen · 
Bad Iburg · 
Bad Laer · 
Bad Rothenfelde · 
Badbergen · 
Belm · 
Berge · 
Bersenbrück · 
Bippen · 
Bissendorf · 
Bohmte · 
Bramsche · 
Dissen am Teutoburger Wald · 
Eggermühlen · 
Fürstenau · 
Gehrde · 
Georgsmarienhütte · 
Glandorf · 
Hagen am Teutoburger Wald · 
Hasbergen · 
Hilter am Teutoburger Wald · 
Kettenkamp · 
Melle · 
Menslage · 
Merzen · 
Neuenkirchen · 
Nortrup · 
Ostercappeln · 
Quakenbrück · 
Rieste · 
Voltlage · 
Wallenhorst